# Palmer (Nebraska)
Palmer è un comune degli Stati Uniti d'America, situato nello Stato del Nebraska, nella Contea di Merrick.